# KwonHo
KwonHo: The Fist of Heroes é um jogo de luta online desnvolvida pela Radio Games (quando fundida com a Vertigo Games) e atualmente chamada de Hangame mas é um processo de início de transição de e serviços para a América do Norte por sua contraparte americana ijji (ambas são conhecidas como NHN). No Kwonho, o jogador pode criar seus personagens (no total 6), escolhendo seu estilo de luta e comprando (ou adquirindo) roupas ou itens (como tatuagens, guitarra, ou até mesmo um ursinho). Uma meta do jogador é ganhar experiência jogando com outros jogadores em vários modos de jogo ou jogar contra vários oponentes controlados pelo computador no Mission Mode. Vencendo essas lutas, o jogador ganha créditos, podendo comprar novas técnicas (skills) ou itens, e treina para ser o melhor lutador do que já é, esses itens podem ser comprados com Hangame/Ijji coins. Esses créditos estão disponíveis após criar uma conta no site da ijji.

## Sala (Room)
As salas funcionam como servidor criada pelo jogador (iniciante ou experiente) e as regras do jogo ficam à critério deste jogador.

### O Mestre
Cada jogador que criar uma sala é conhecido como mestre (master) definindo qual é o modo de jogo selecionado, qual o número de jogadores será (de 2 a 6), poderá expulsar (kick out) um jogador, assistir os confrontos, etc. A regras da sala são definidas pelo mestre. Se o mestre sair da sala passa automaticamente o status de mestre para o segundo jogador que entrou.
Os modos de jogo que o Mestre pode definir são as seguintes:
Single-Player
Single Match: O primeiro a vencer dois de três rounds ganha o jogo como nos clássicos como Street Fighter.
Streak Match: Um jogador fica no mapa aguardando a entrada de outro. O vencedor fica, o perdedor sai, como acontece nos fliperamas.
Pratice Match: Esta luta só serve para esquentar, não é considerada nas pontuações do jogo.
Team Match
Team Match: Em 2 contra 2 ou 3 contra 3, os combates se dão como nas olimpíadas e competições de luta em equipes. Cada lutador de uma equipe enfrenta um lutador adversário, podendo mudar a ordem nas lutas seguintes.
Death Match: Aqui, as coisas são um pouco diferentes. Dois lutadores iniciam, o que resistir luta contra o próximo da equipe adversária e assim por diante até que todos os jogadores de um dos times sejam vencidos.

## Artes Marciais

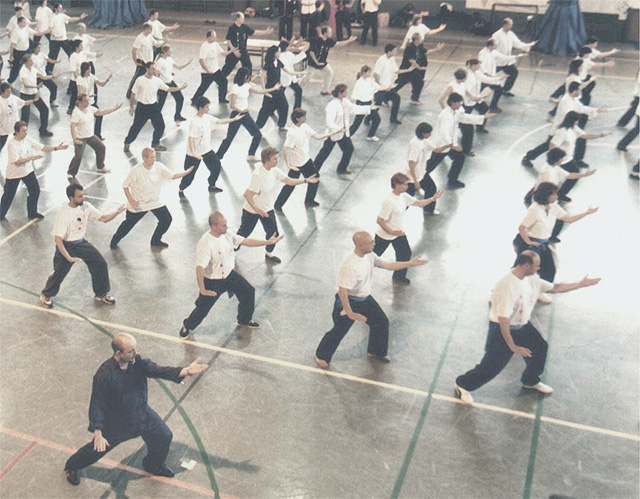
A suavidade do Tai Chi Chuan é um dos estilos mais perigosos no KwonHo.

Depois de criar uma conta, o jogador pode criar até 6 personagens, cada um com um estilo de luta diferente. Quando o lutador sobe de nível aumenta seu poder de ataque, defesa ou contra-ataque. com os chamados skill points, e podem comprar também novos golpes e movimentos. A lista de estilos é a seguinte:
| Arte Marcial  | Sigla | Descrição |
| Muay Thai     | MT    | Também conhecida como "Boxe Tailandês" ou a "Ciência dos oito membros" destaca-se pela versatilidade podendo variar seus combos com socos, chutes, cotoveladas, joelhadas, etc.                                                  |
| Tae Kwon Do   | TK    | Esta arte marcial é baseada na sequência de chutes rápidos e de longa distância, fazendo combos devastadores, e, por isso, ela é a mais jogada no KwonHo.                                                                        |
| Tai Chi Chuan | TC    | É a surpresa do jogo, pois é conhecida no ocidente como uma dança, mas na verdade é um combate muito efetivo de caráter defensivo, baseando-se nos contra-ataques.                                                               |
| Ba Ji Quan    | BJ    | É a mais complexa de todas, mas também uma das mais jogadas no KwonHo, pois esta arte marcial possui os golpes mais potentes do jogo, aumentando seus danos contra o adversário nos contra-ataques porém seus golpes são lentos. |
| Judô          | JD    | Esta arte marcial é baseada em agarrões, pois seus golpes são de curta distância. Seus combos são de 4 a 6 acertos possibilitando agarrar o adversário.                                                                          |

## Modos de Jogo
Nota: Veja o índice O Mestre para ver mais modos de jogo
GYM Competition
Este modo ainda está em fase de desenvolvimento.
Mission
O modo mission é offline. Nele, o jogador compete contra um inimigo de inteligência artificial, e são dois modos diferentes, cada um com suas características principais, servindo também como tutorial para aprender alguns truques.
Inifinty Challenge: Você deve combater um adversário virtual em 100 partidas de apenas um round cada uma. Portanto, se você for derrotado uma vez sequer, deve voltar à primeira das 100 partidas para ganhar o desafio.
Shadow Training: Um treinamento no escuro! Neste modo, sua missão é repetir os movimentos que seu personagem realizar sem olhar qualquer tipo de lista com as skills. Dessa forma, você acaba se treinando para, na hora dos combates, realizar as operações sem precisar acessar listas.